# Drapelul Macedoniei de Nord

Raport: 1:2

Drapelul Macedoniei de Nord reprezintă un soare galben la răsărit cu opt raze pe un fond roșu.

## Steaguri precedente

Steagul Republicii Socialiste Macedonia (1945-92)

Până în 1991, când Republica Socialistă Macedonia făcea parte din Iugoslavia, steagul era roșu cu o stea cu margini aurii în colțul de sus de lângă lance. 

Steagul Republicii Macedonia (1992-95)

Înainte de 1995, pe steag se afla Soarele Vergina, lucru care a atras proteste din partea Greciei învecinate, datorită originilor simbolului. 